# Catedral de San José (Columbus)
La Catedral de San José  (en inglés: St. Joseph Cathedral) es una catedral católica ubicada en Columbus, Ohio, Estados Unidos, que sirve como la sede de la diócesis de Columbus.
La parroquia de San José fue fundada por miembros de la Parroquia de San Patricio en Columbus en 1866 por cuestiones de espacio. Su pastor, el reverendo Edward M. Fitzgerald, comenzó a planear para la iglesia, la búsqueda del dinero necesario, se formó un comité de construcción y bienes recuperados de $ 13.500.  El comité eligió el nombre de San José para la nueva iglesia, y seleccionó a Michael Harding como arquitecto. El contratista John McCabe empezó la construcción el 6 de junio de 1866. El obispo auxiliar Sylvester H. Rosecrans de Cincinnati puso la primera piedra el 11 de noviembre de 1866.
En 1867, el padre Fitzgerald se convirtió en obispo de Little Rock y el obispo Rosecrans tuvo éxito como pastor de St. Patrick. El 3 de marzo de 1868, el Papa Pío IX estableció la Diócesis de Columbus y nombró al sacerdote Rosecrans como su primer obispo. El Seleccionó San José como la catedral de la nueva diócesis.

## Véase también

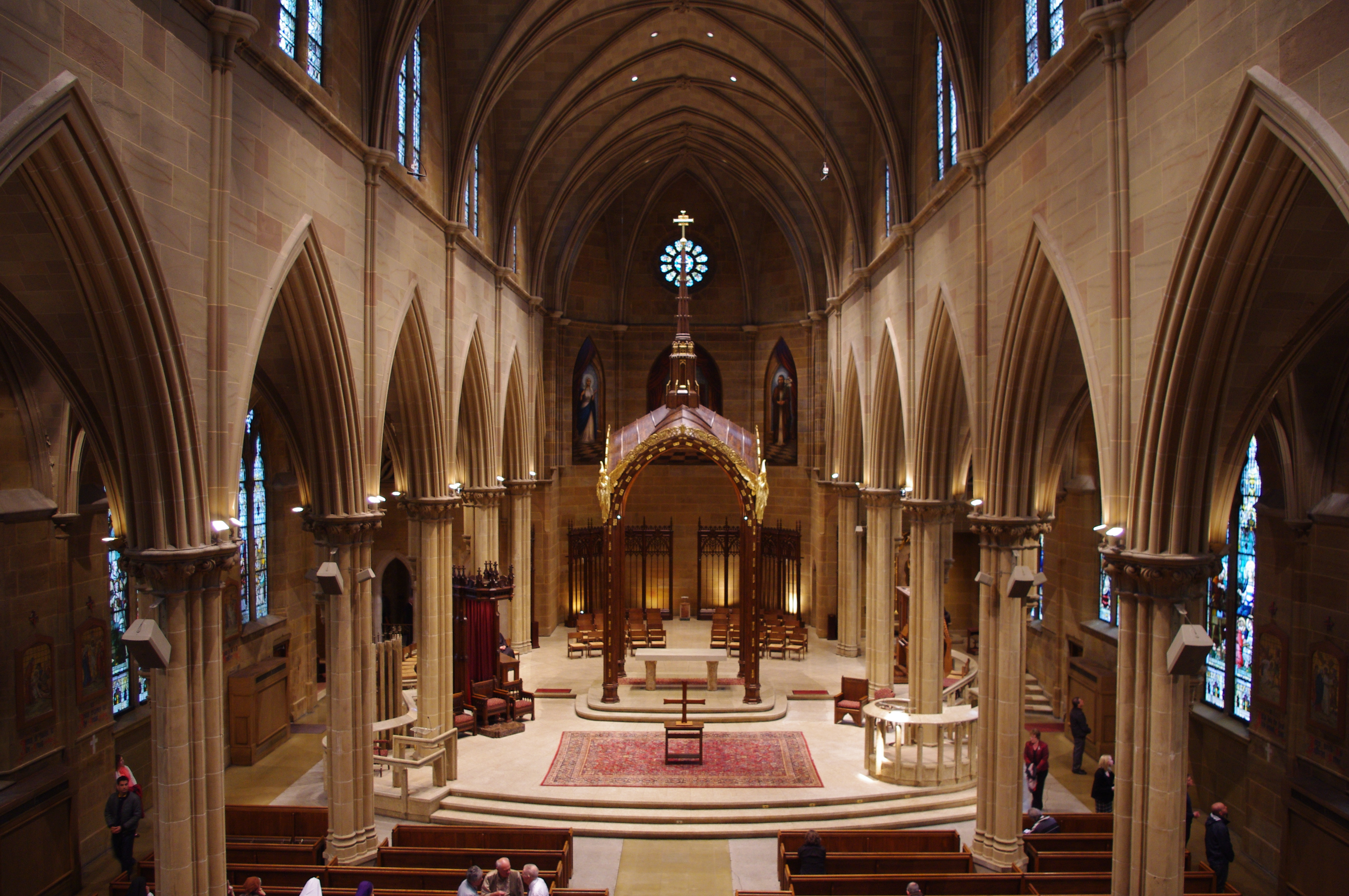
Vista interna